# Åsa Dornbusch
Åsa Margareta Dornbusch, född 1975 i Stockholm, är en svensk operasångerska (mezzosopran).

## Biografi
Dornbusch började med sångstudier för Ingvar Wixell i Stockholm. Hon blev senare intagen direkt till tredje året på sångutbildningen vid Guildhall School of Music and Drama i London där hon två år senare utexaminerades med en bachelor och ett post graduate diploma in vocal studies. Hon fortsatte sina studier på operahögskolan Alexander Gibson Opera School vid Royal Scottish Academy of Music and Drama i Glasgow där hon 2002 utexaminerades med en master's degree in advanced opera.
Hon blev direkt anställd som gästsolist vid Anhaltisches Theater i Dessau-Rosslau i Tyskland och framträdde då som Cherubin i Figaros bröllop, i regi av Johannes Felsenstein. Uppsättningen pågick under tre års tid.
Dornbusch är bosatt i Tyskland och frilansar som alt och lyrisk dramatisk mezzosopran på operahus och som konsertsångerska i Tyskland, Spanien, Storbritannien, Italien, Schweiz och Sverige. Utöver opera och konsertverksamhet var hon mellan 2006 och 2017  konstnärlig assistent för Båstad kammarmusikfestival.
Hon är dotter till operasångaren Hans Dornbusch. Hennes morfar var kördirigenten och organisten Gerhard Dornbusch. Klarinettisten Karin Dornbusch är hennes syster.

## Operaroller (urval)
- Cherubin i Figaros bröllop (Le Nozze di Figaro)
- Prins Orlofksy i Läderlappen (Die Fledermaus)
- Åsa Dornbusch MezzosopranLady Katisha i Mikado (The Mikado)

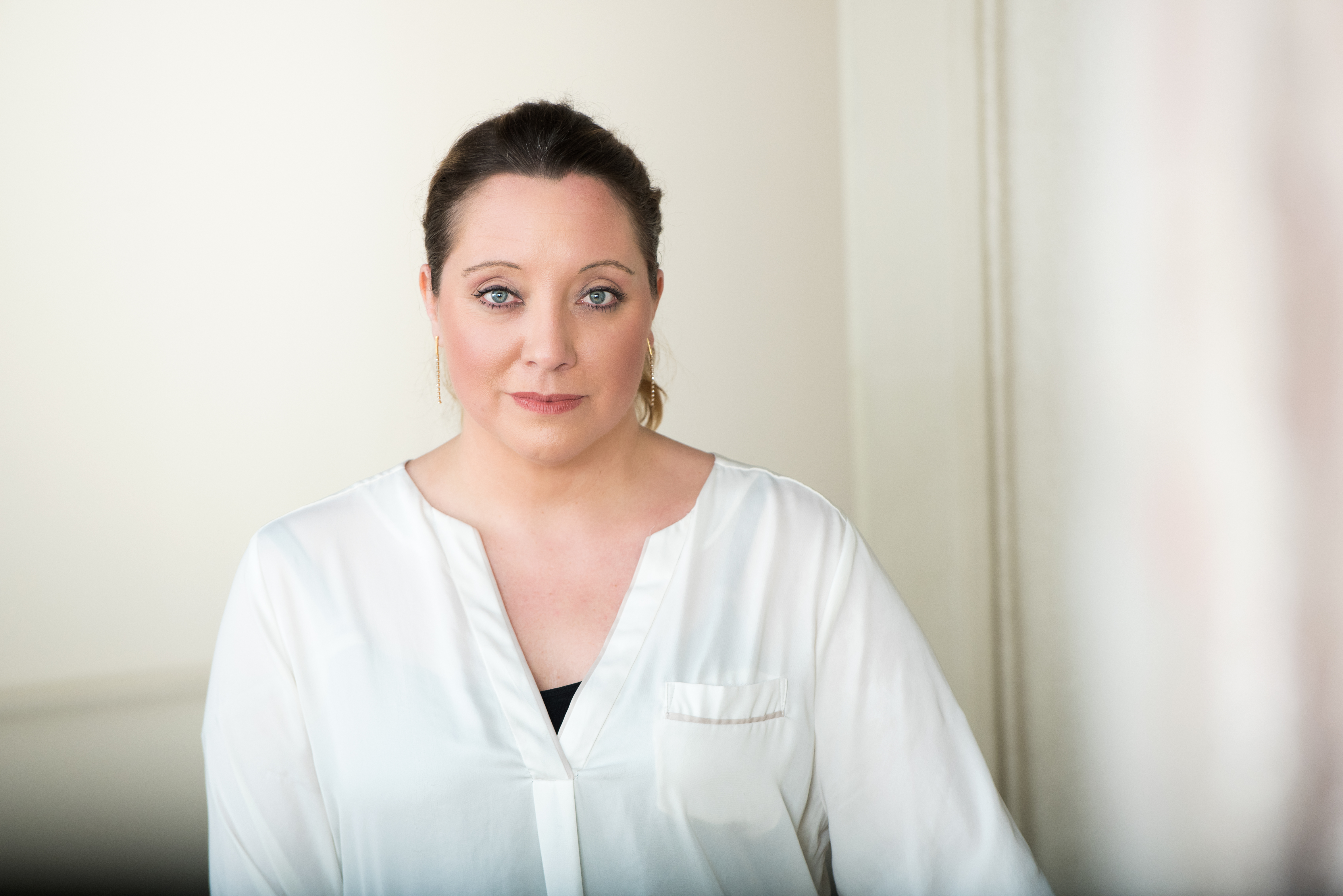
Åsa Dornbusch Mezzosopran

- Galatea i Aci ,Galatea e Polifemo av Georg Friedrich Händel
- Antonio i Antonio e Cleopatra av Johann Adolph Hasse
- Mère Marie i Karmelitersystrarna av Francis Poulenc (Dialogues des Carmélites)
- Hänsel i Hänsel und Gretel av Engelbert Humperdinck
- Baba i Rucklarens väg av Igor Stravinskij (The Rake’s Progress)
- Zita i Gianni Schicchi av Giacomo Puccini
- Kathinka i Brudköpet av Bedřich Smetana (Die Verkaufte Braut)